# شکل دهی سرد
شکل دهی سرد یا کار سرد فرایندی است که در آن فلز در دمای کمتر از تبلور مجدد خود و معمولا در دمای محیط شکل می‌گیرد. چنین فرایندهایی با تکنیک های کار گرم مانند نورد گرم ، آهنگری ، جوشکاری و غیره...  : p.375 
با این حال، در طول فرایند شکل‌گیری، اجزا به راحتی می‌توانند به دمای چند صد درجه سانتیگراد برسند.خود شکل دهی در یک یا چند مرحله فرایند انجام می شود.

روش‌های شکل‌دهی سرد معمولاً دارای چهار گروه عمده‌ی فشردن، خمش، کشش و برش می‌باشد. آنها معمولاً این مزیت را دارند که اجرای آنها نسبت به تکنیک های گرم کار، ساده تر است.
برخلاف کار در حالت داغ، کار سرد باعث می‌شود که کریستالیت و اجزای کریستال به دنبال جریان فلز دچار اعوجاج شوند. که ممکن است باعث سخت شدن کار و خواص ناهمسانگرد شود. سخت شدن کار، فلز را سخت‌تر، سفت‌تر و محکم‌تر می‌کند، اما موم‌سانی کمتری دارد و ممکن است باعث ایجاد ترک در قطعه شود  : p.378 
کاربردهای احتمالی شکل‌دهی سرد بسیار متنوع است، از جمله ورق‌های مسطح بزرگ، اشکال پیچیده تا شده، لوله‌های فلزی، سر پیچ‌ها و رزوه‌ها، اتصالات پرچ‌شده و موارد دیگر.

## فرآیندها
لیستی از فرایندهای شکل دهی سرد آورده شده است:  : p.408 
- نورد سردː  روشی برای شکل‌دهی فلز است، این فرایند با عبور دادن استوک فلزی از یک جفت یک یا چند غلتک انجام می‌شود تا با افزایش طول، ضخامت یکنواخت یا کاهش ضخامت حاصل شود.  این فرایند نورد سرد در زیر دمای تبلور مجدد فلز انجام می شود یا در بیشتر موارد در دمای اتاق به آن نورد سرد می گویند.  معمولاً بعد از نورد گرم فلز از نورد سرد استفاده می شود تا به فلز روکش تمیز و صافی بدهد. همچنین استحکام کششی و سفتی را افزایش می دهد.[۳]

- فشرده کننده:
  - متحرک
  - به شکل قالب در آوردن
  - اکستروژن
  - آهنگری
  - سایز بندی
  - پرچین
  - شرط بندی
  - سکه گذاری
  - پینینگ
  - سوزاندن
  - هابینگ
  - نورد نخ
- اکستروژن سرد:  اکستروژن سرد نیز با عبور استوک یا قطعه فلزی از داخل قالب ها با اعمال نیروی فشاری برای تغییر شکل قطعه فلزی انجام می شود.  و این روش در زیر دمای تبلور مجدد فلز یا در دمای اتاق انجام می شود.  به‌طور کلی، اکستروژن سرد در مقایسه با فرایند اکستروژن گرم، به نیروی زیادی نیاز دارد. معمولاً اکستروژن سرد استحکام فلز را افزایش می دهد و یک پرداخت صاف را فراهم می کند. مواد تولید شده با این روش کیس کپسول آتش نشانی، سیلندر ضربه گیر و ... می باشد.[۳]

- خم شدن :   در این فرایند، فلز را می توان با اعمال تنش فراتر از استحکام تسلیم اما کمتر از مقاومت کششی نهایی تغییر شکل داد. هیچ تاثیری روی سطح فلز ندارد.  به عبارت ساده خمش به معنای تغییر شکل فلز بر روی یک محور است. معمولاً برای تولید مواد U شکل و V شکل استفاده می شود.[۳]
  - خم شدن زاویه
  - خم شدن رول
  - رسم و فشرده سازی
  - رول فرمینگ
  - درز زدن
  - فلنجینگ
  - صاف کردن
- برش زدن:  روشی برای شکل دهی فلز است که به نام قالب گیری نیز شناخته می شود. در این روش ورق فلزی یا صفحات فلزی مسطح عموماً با ضخامت کمتر از 6 میلی‌متر با فشار دهنده اعمال می‌شود تا انواع تنش ایجاد شود تا بتوان فلز را برش داد.  بنابراین، می توان به اندازه یا شکل دلخواه فلز دست یافت. برش شامل چندین فرایند مانند مشت زدن، خالی کردن، بریدگی، نوک زدن، تراشیدن و غیره است.  در فرایند برش، دو تیغه داریم که یکی تیغه بالایی و دیگری تیغه پایینی است و بین این دو تیغه نوار قرار می گیرد، زمانی که تیغه بالایی به سمت پایین حرکت می کند، نیروی محض وارد بر نوار فلزی می شود که نوار را خم می کند. ترک های بیشتر شروع به هسته شدن می کنند و هسته شدن ترک ها بیشتر منجر به بریدن نوار فلزی می شود.[۳]
  - برش ورق فلز
  - بریدن
  - خالی کردن
  - سوراخ کردن
  - لنسینگ
  - سوراخ کردن
  - بریدگی
  - اصلاح
  - پیرایش
  - قطع
- طراحی:
  - نقشه کشی سیم
  - طراحی لوله
  - ریسندگی فلز
  - نقش برجسته
  - تشکیل کشش
  - نقاشی ورق فلز
  - اتو کردن
  - شکل گیری سوپرپلاستیک

## مزایا
مزایای کار سرد نسبت به کار گرم به شرح زیر است:  : p.375 
- بدون نیاز به گرمایش
- پرداخت سطح بهتر
- کنترل ابعادی برتر
- تکرارپذیری و قابلیت تعویض بهتر
- خواص جهت را می توان به فلز داد
- مشکلات آلودگی به حداقل می رسد

بسته به مواد و میزان تغییرات شکل آن ها، افزایش استحکام در اثر سخت شدن کار ممکن است با عملیات حرارتی قابل مقایسه باشد. به این گونه، گاهی اوقات کار سرد چند فلز کم‌هزینه‌تر و ضعیف‌تر نسبت به کار گرم با فلز های گران‌تر که می‌توان آن ها را عملیات حرارتی کرد، مقرون به صرفه‌تر است، به‌ویژه و خصوصا اگر به دقت یا پرداخت سطحی ظریف نیز نیاز باشد.
کار سرد فرایندی است که ضایعات را در مقایسه با ماشین‌کاری کاهش می‌دهد یا حتی با روش‌های نزدیک به شکل شبکه از بین می‌رود. : p.375  صرفه‌جویی در مواد در حجم‌های بزرگ‌تر و حتی با استفاده از ماده‌های گران‌قیمت و با ارزش مانند پالادیوم، تانتالیوم، نیکل، طلا و مس بیشتر می‌شود. صرفه جویی در مواد خام در نتیجه شکل دهی سرد می تواند بسیار مورد توجه باشد، همان‌طور که در زمان ماشین کاری صرفه جویی می شود.  زمانی که صرف کار سرد می‌شود نسبت به زمان چرخه تولید بسیار کوتاه است. در ماشین آلاتی که درای  چند ایستگاه می‌باشند، زمان چرخه تولید حتی کمتر است. این می تواند برای دوره های تولید بزرگ بسیار سودمند باشد.

## معایب
برخی از معایب و مشکلات کار سرد به شرح زیر می‌باشد:  : p.375 
- این فلز سخت‌تر است و به نیروهای بیشتر، ابزارها و قالب‌های سخت‌تر و تجهیزات سنگین‌تر نیاز دارد
- این فلز کمتر انعطاف پذیر و چکش خوار است و مقدار تغییر شکلی را که می توان به دست آورد محدود می کند
- سطوح فلزی باید تمیز و بدون رسوب باشد
- ممکن است ناهمسانگردی نامطلوب در قطعه نهایی باقی بماند
- ممکن است استرس پسماند نامطلوبی را در قطعه نهایی ایجاد کند

برای صنایع تولیدی با حجم تولید زیاد که نیازمند به تجهیزات سنگین ترو ابزار های سخت تر هستند ممکن است بتوان فقط کار سرد را برای آن ها به کار برد  : p.375 
در اثر سخت شدن کار که به دلیل از دست دادن پلاستیسیته ممکن است نیازمند به بازپخت میانی، و بازپخت نهایی برای کم کردن تنش باقیمانده و دادن خواص مناسب به جسم تولید شده داشته باشد. این مراحل اضافی برخی از مزایای اقتصادی شکل‌دهی سرد را نسبت به شکل‌دهی گرم را از بین می‌برد می‌کند.  : p.378 
اقلام سرد کار شده از پدیده ای به نام برگشت فنری یا برگشت فنری الاستیک متحمل می شوند. بعد از حذف نیروی تغییر شکل از قطعه کار، قطعه کار اندکی به عقب باز می‌گردد. مقداری که یک ماده اندکی به عقب باز می گردد برابر می باشد با کرنش تسلیم (کرنش در نقطه تسلیم) برای ماده.  : p.376 
ممکن است برای حفظ و نگهداری شکل کلی قطعه کار در حین انجام کار سرد، احتیاط‌های ویژه‌ و به خصوصی لازم باشد، مانند سوراخ کردن شات و اکستروژن زاویه‌ای با کانال مساوی.